# Rejštejn
Rejštejn (en allemand : Unterreichenstein, précédemment : Unter-Reichenstein) est une ville du district de Klatovy, dans la région de Plzeň, en République tchèque. Sa population s'élevait à 242 habitants en 2024.

## Géographie
| - OpenStreetMap Limite communale. |

Rejštejn se trouve à 33 km au sud-est de Klatovy, à 68 km au sud de Plzeň et à 124 km au sud-ouest de Prague.
La commune est limitée par Hartmanice au nord-ouest, par Kašperské Hory à l'est, par Horská Kvilda au sud et par Srní au sud-ouest.

## Histoire
La première mention écrite de la localité date de 1245.

## Administration
La commune se compose de neuf sections :
- Jelenov
- Klášterský Mlýn
- Malý Kozí Hřbet
- Radešov
- Rejštejn
- Svojše
- Velký Kozí Hřbet
- Velký Radkov
- Zhůří

## Galerie

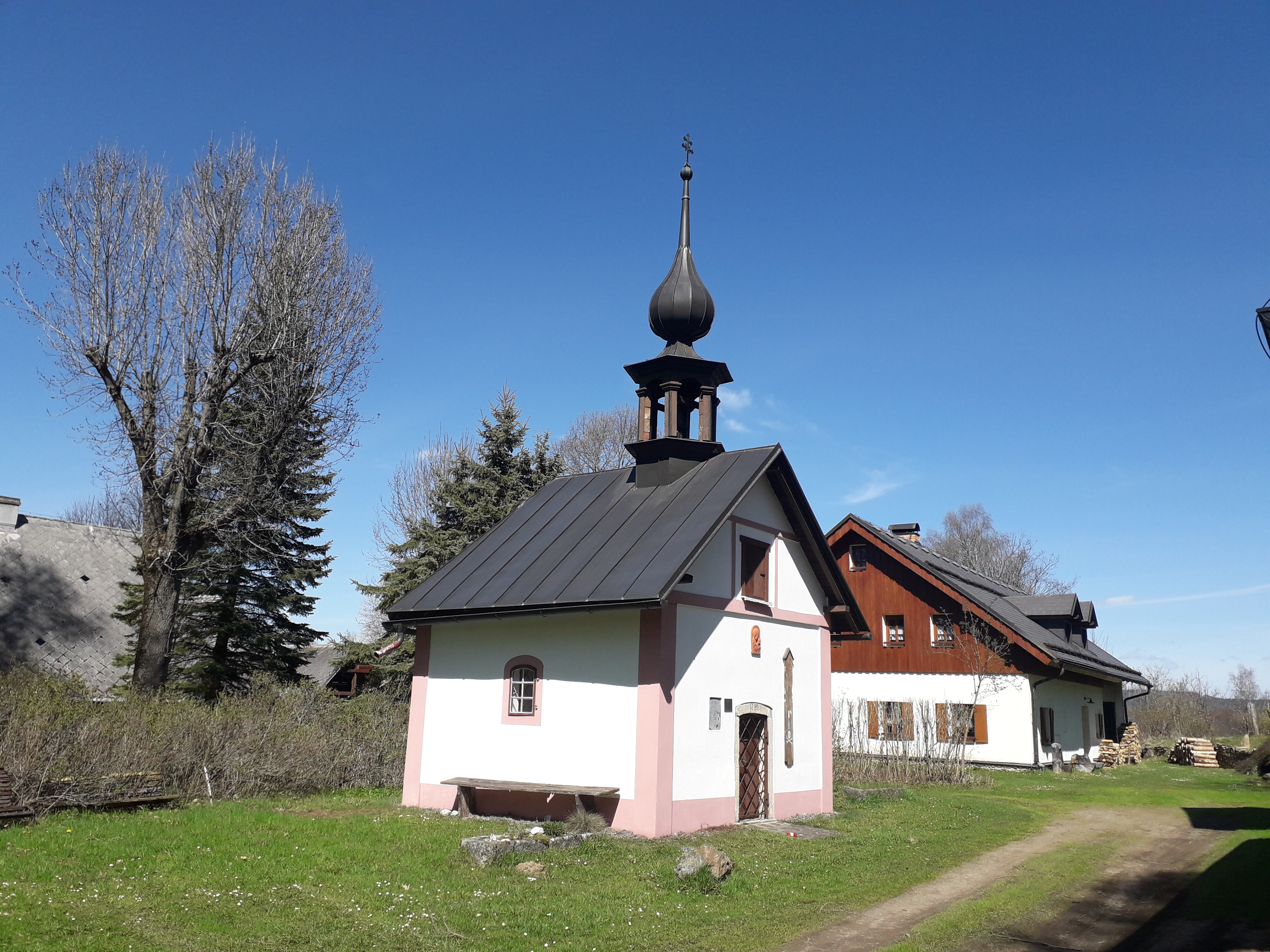
Chapelle à Malý Kozí Hřbet.
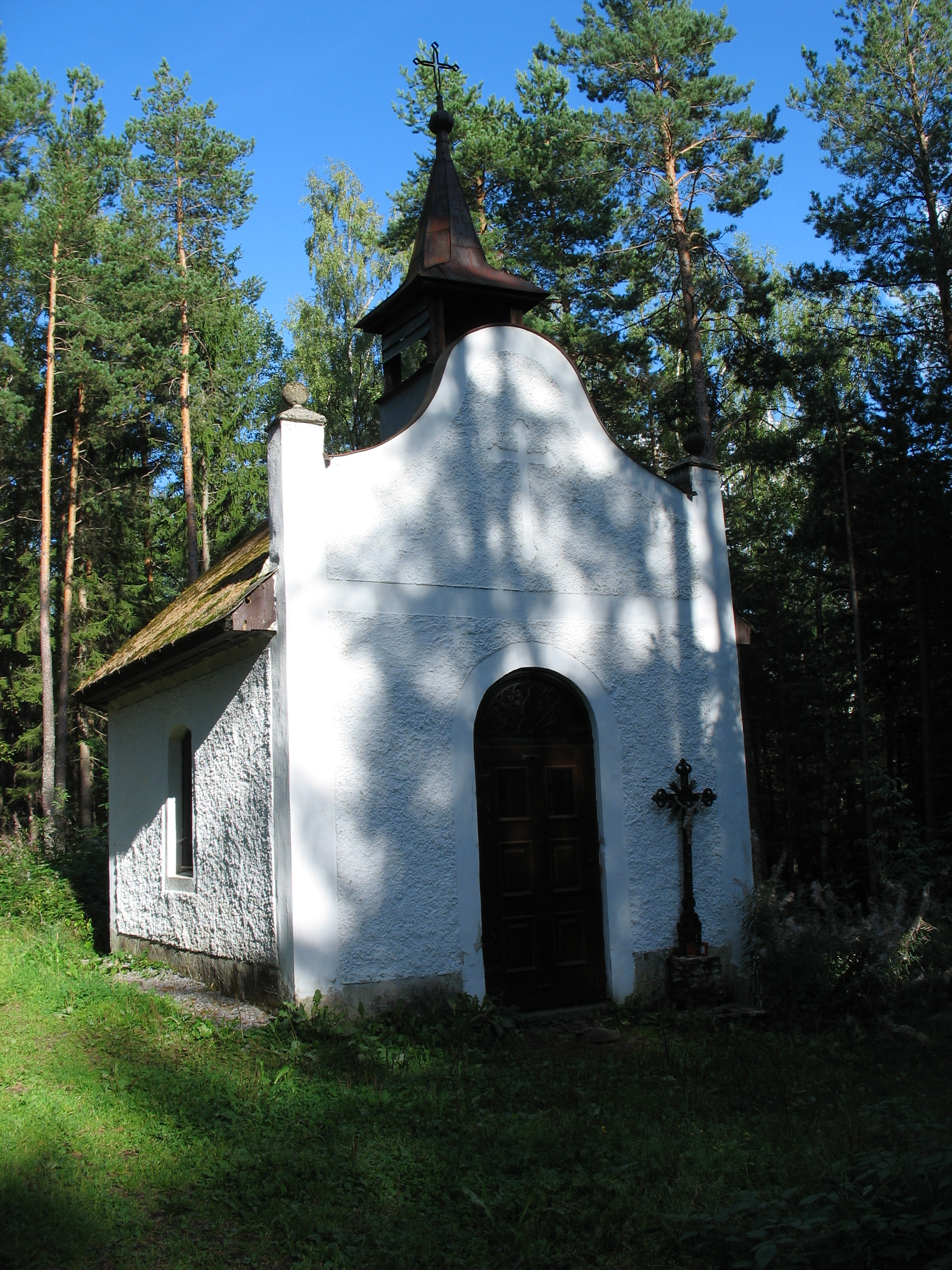
Rejštejn : chapelle dans la forêt.
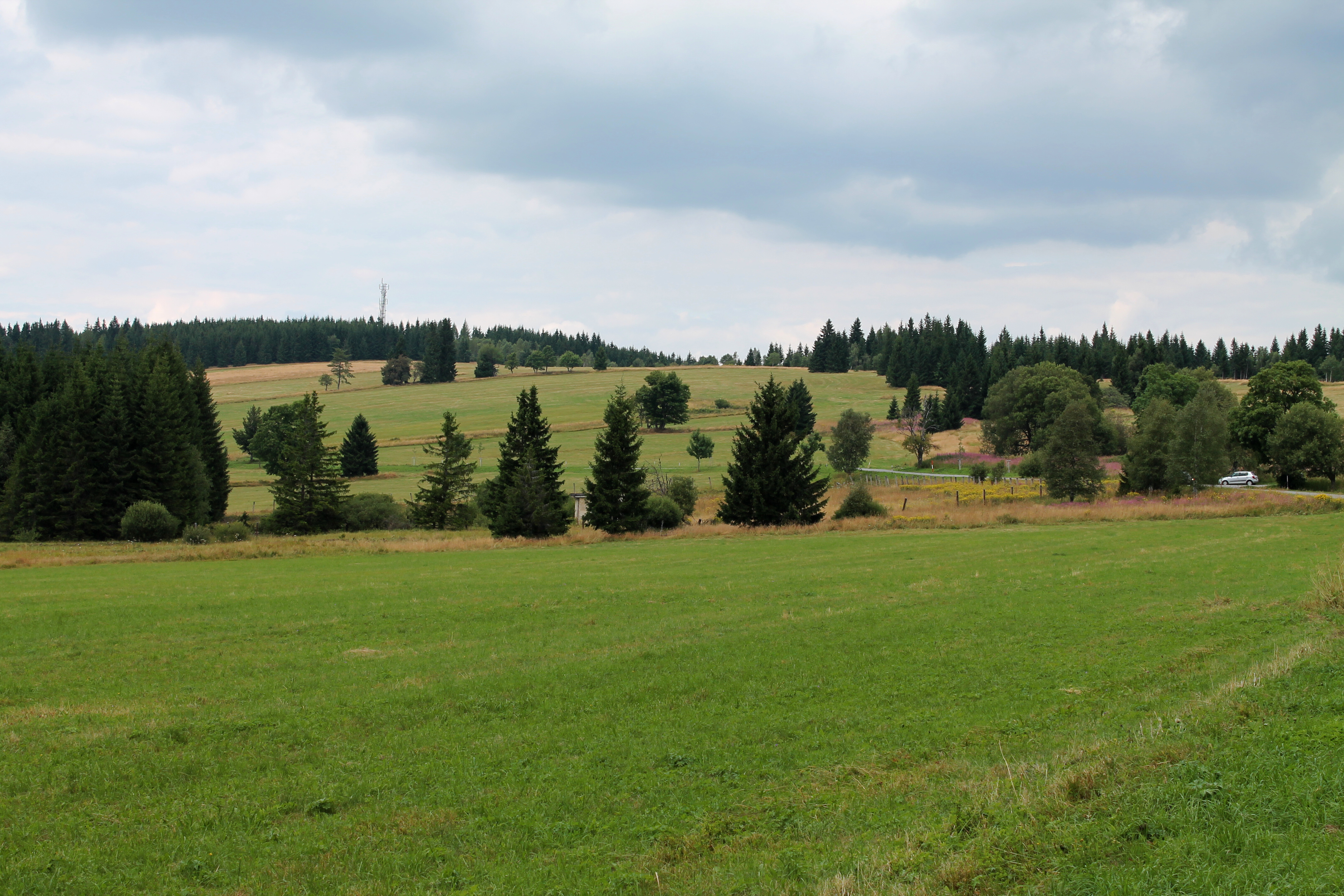
Zhůří : paysage.

## Transports
Par la route, Rejštejn se trouve à 13 km de Sušice, à 13 km de Vimperk, à 43 km du centre de Klatovy, à 86 km de Plzeň et à 145 km de Prague.